# Maxim van Peer
Maxim van Peer (2 mei 2003) is een Nederlands voetballer die doorgaans als linksbuiten speelt.

## Loopbaan
Van Peer speelde in de jeugd bij Achilles '29, N.E.C., De Treffers en VVV-Venlo. In het seizoen 2022/23 verruilde hij tijdens de winterstop VVV voor N.E.C. Het daarop volgende seizoen werd hij samen met Guus Gertsen, Thomas Cox, Julian Kuijpers en Maarten Schouten door verhuurd aan TOP Oss. Hij maakte op 11 augustus 2023 zijn debuut in de Eerste divisie in de uitwedstrijd bij FC Den Bosch (1-0 nederlaag) als invaller na 77 minuten voor Calvin Mac-Intosch. In totaal kwam hij in 14 competitiewedstrijden in actie voor TOP Oss en scoorde daarbij eenmaal. Ook speelde hij in een wedstrijd om de KNVB Beker. Daarnaast kwam hij ook uit voor N.E.C. onder 21 waarin de Nijmeegse club samenwerkt met TOP Oss. Medio 2024 liep zijn contract af.
In februari 2025 sloot Van Peer aan bij  Achilles '29 dat uitkomt in de Tweede klasse. Medio 2025 ging hij naar DOVO, uitkomend in de Derde divisie.

## Profstatistieken
| Seizoen | Club    | Competitie     | Competitie | Competitie | Beker | Beker | Playoffs | Playoffs | Totaal | Totaal |
| Seizoen | Club    | Competitie     | Wed.       | Dlp.       | Wed.  | Dlp.  | Wed.     | Dlp.     | Wed.   | Dlp.   |
| ------- | ------- | -------------- | ---------- | ---------- | ----- | ----- | -------- | -------- | ------ | ------ |
| 2023/24 | TOP Oss | Eerste divisie | 14         | 1          | 1     | 0     | —        | —        | 15     | 1      |
| Totaal  | Totaal  | Totaal         | 14         | 1          | 1     | 0     | 0        | 0        | 15     | 1      |